# Конфлікт хуситів та ОАЕ
Об’єднані Арабські Емірати були великим прихильником єменського уряду, розгортаючи війська разом із саудівськими силами в Ємені. Саудити утворили альянс арабських держав і розпочали військову кампанію в 2015 році, щоб відновити уряд, скинутий хуситами.

## Перебіг подій
3 січня 2022 року бойовики-хусити захопили вантажне судно під прапором ОАЕ біля узбережжя Ємену, одинадцять членів екіпажу були затримані.
Атаки 17 січня 2022 року були спрямовані на промисловий майданчик за межами Абу-Дабі, підірвавши бензовози та вбивши трьох іноземних робітників. Також обстріляна територія поблизу міжнародного аеропорту. Хусити стверджують, що в минулому здійснювали напади на ОАЕ, але це перший випадок, коли офіційні особи ОАЕ визнають такі напади, і вперше в них загинули люди.
21 січня 2022 року ОАЕ відповіли, що залишають за собою право помститися, і очолювана Саудівською Аравією коаліція завдала авіаудару по в’язниці в Сааді, в результаті чого загинули щонайменше 87 осіб та отримали поранення понад 266 осіб.